# Gedalja ibn Jachja
Gedalja ibn Jachja (Gedaliah Ibn Yahya ben Joseph; geboren wahrscheinlich 1526 in Imola; gestorben 1587 in Alessandria) war ein Talmudist und jüdischer Chronist in Italien. Gedalja, der von Beruf Bankier war, verlor sein beträchtliches Kapital, als er gezwungen war, den Kirchenstaat kurz vor dem Ausweisungsdekret von 1569 zu verlassen.

## Leben
Gedalja ibn Jachja wurde 1526 in Imola in eine angesehenen jüdischen portugiesischen Familie geboren. Über Generationen hinweg hatten Familienmitglieder an den Höfen der Herrscher in  Spanien und Könige Portugals gedient. Einige Mitglieder der Familie trugen den Cognomen Negro, ein Verweis auf die Mauren, von denen sie einige ihrer Ländereien erhalten hatten. Mitglieder der Familie waren in Portugal, Kastilien, Italien und im Osmanischen Reich prominent. Gedaljas Großvater, David ben Joseph ibn Jahja (1465–1542), kam mit seiner Familie um 1497 nach Italien, zu einer Zeit, als die Juden in Portugal massenhaft zwangsbekehrt wurden. Das Talmud-Studium absolvierte Gedalja in verschiedenen italienischen Städten, so in Ferrara bei Jacob Finzi und in Bologna bei Obadja ben Jacob Sforno. 1549 ließ er sich in Rovigo nieder – bis 1562 es zur Talmudrverbrennungen in Italien kam. Er reiste nach Codiniola und drei Jahre später nach Thessaloniki, von wo er 1567 in seine Heimatstadt zurückkehrte. Als Papst Pius V. alle Juden 1569 mit der Päpstlichen Bulle Hebraeorum gens aus seinem Herrschaftsbereich vertrieb, erlitt Gedalja, der von Beruf Bankier war, einen Verlust von 10.000 Goldstücken. Er ging nach Pesaro und von dort nach Ferrara, wo er bis 1575 blieb. Danach ließ er sich in Alessandria im Piemont nieder, wo er bis zu seinem Tod auch als Rabbiner tätig war.

## Schalschelet ha-Kabbala
Seine Schriften zeichnen sich durch die Verbindung von sephardischer Tradition und italo-jüdischem Humanismus aus. Obwohl Gedalja einundzwanzig Werke verfasste, die er am Ende seines Hauptwerkes Schalschelet ha-Kabbala aufzählt, sind nur vier in gedruckter und/oder handschriftlicher Form erhalten. Das Schalschelet ha-Kabbala („Kette der Tradition“) wurde 1587 in Venedig, 1596 in Krakau, 1697 in Amsterdam, 1802 und 1804 in Schowkwa, 1814 in Polonne und 1862 in Lemberg veröffentlicht. Das Sefer Yaḥya, wie dieses Buch auch genannt wird, ist in drei Teile gegliedert: Der erste Teil beinhaltet eine Chronik des jüdischen Volkes von Adam bis zum 16. Jahrhundert. Gedalja stützte sich in seiner Nacherzählung auf den Tanach, den Midrasch, auf Josippon und Abraham ibn Daud und flocht verschiedene hagiographische Geschichten ein. Der zweite Teil enthält in loser Reihenfolge eine Sammlung „wissenschaftlicher“ Texte. In diesen Traktaten behandelte er Themen wie Magie, Himmel und Hölle, Geisterwesen, Medizin, Papierherstellung und anderes mehr. Der dritte Teil ist wiederum als Chronik gestaltet, in der er versucht die jüdische Geschichte mit der Geschichte der Völker, unter denen die Juden gelebt haben in Beziehung zu stellen. Auf den letzten Seiten des Buches kommen die Verfolgungen der Juden in Spanien und Portugal besonders ausführlich zur Sprache.
Gedalya widmete den zweiten Abschnitt des dritten Teils des Schalschelet ha-Kabbala einer besonderen Diskussion, in der er durch kurze, fortlaufende Beschreibungen die Verfolgung und die Erlasse aufzeigte, die für die jüdischen Gemeinden im mittelalterlichen Europa zum Leben gehörten. Dies erregte die Aufmerksamkeit anderer Historiker der ersten und zweiten Generation nach der Zerstörung der jüdischen Gemeinde auf der Iberischen Halbinsel. Einige dieser Historiker waren der Mathematiker und Astronom Abraão ben Samuel Zacuto des Königs von Portugal Dom João II., der Arzt Salomo ibn Verga, der Dichter Samuel Usque und der Arzt Joseph ha-Kohen, die ihren Chroniken die Verfolgungsgeschichten hinzufügten, um ihrer Wut Ausdruck zu verleihen, oder Ausdrücke der Qual verwendeten, um ihren Hass auf das Christentum zu zeigen, in dessen Namen solche mutwilligen Taten begangen wurden.